# Johann Philipp Jeningen
Jan Filip Jeningen, właśc. Johann Philipp Jeningen (ur. 5 stycznia 1642 w Eichstätt, zm. 8 lutego 1704 w Ellwangen) – niemiecki duchowny, jezuita, Błogosławiony Kościoła katolickiego, znany jako Apostoł Ries.

## Życiorys
Urodził się w 1642 roku. Wstąpił do Towarzystwa Jezusowego 19 stycznia 1663 i odniósł sukces jako misjonarz ludowy.
Posługiwał w sanktuarium Matki Bożej w Schönenbergu, w pobliżu Ellwangen w Szwabii, rozsławionym przez jezuitów. Jeningen, dzięki sławie swojej osobistej świętości, przyciągał pielgrzymów z bliska i z daleka. Przez wiele lat wyjeżdżał na misje do całego sąsiedniego kraju. Z Ellwangen prowadził około pięćdziesięciu misji rocznie.
Zmarł 8 lutego 1704 roku w Ellwangen w Bawarii, spędzając tam większość swojego apostolskiego życia. Jego proces beatyfikacyjny rozpoczął się w 1945, zaś w 1983 zakończył się diecezjalny etap procesu beatyfikacyjnego i dokumenty zostały skierowane do Stolicy Apostolskiej. 
21 grudnia 1989 papież Jan Paweł II wydał dekret o heroiczność cnót i od tej pory przysługiwał mu tytuł czcigodnego Sługi Bożego zaś 19 czerwca 2021 papież Franciszek podpisał dekret uznający cud za wstawiennciwem niemieckiego jezuity, co otwiera drogę do jego beatyfikacji.
16 lipca 2022, podczas uroczystej eucharystii w bazylice św. Wita w Ellwangen, Jan Filip Jeningen został beatyfikowany i ogłoszony błogosławionym Kościoła katolickiego a uroczystościom w imieniu Franciszka przewodniczył arcybiskup luksemburski, kard. Jean-Claude Hollerich. 
Jego wspomnienie liturgiczne obchodzone jest 8 lutego.